# James Van Der Beek
James William Van Der Beek Jr. (Cheshire, 8 de março de 1977) é um ator estadunidense. Ficou famoso por interpretar Dawson Leery, o protagonista da série de televisão Dawson's Creek.

## Biografia
Muito semelhante ao personagem que interpreta, o talento e a dedicação de James Van Der Beek vieram à tona prematuramente. Uma pequena lesão aos 13 anos de idade o excluiu da carreira de jogador de futebol na escola e, assim, Van Der Beek se viu fazendo o papel principal de "Grease - Nos Tempos da Brilhantina" no teatro infantil de sua cidade. A partir daí, apaixonou-se pelo teatro e passou a atuar em peças locais.
Aos 16 anos, a mãe dele, notando seu grande interesse pela atuação cênica, ofereceu-lhe ajuda em suas aspirações, levando-o diariamente para Nova York para fazer testes. Apesar de terem conseguido um empresário na primeira viagem, Van Der Beek passou um ano fazendo testes para comerciais sem obter muito sucesso.
Mas aos 17 ele foi contratado para atuar na peça "Finding the Sun", escrita e dirigida por Edward Albee. Fazendo longas jornadas para comparecer aos ensaios e apresentações em Nova York, ao mesmo tempo em que freqüentava a escola, Van Der Beek acredita que essa peça foi a experiência que precisava como ator e, ainda assim, conseguiu concluir o ano letivo como segundo da classe.
Após essa estreia no teatro, atuou em "Shenandoah", na Goodspeed Opera House. Sua primeira aparição nas telas foi em 1995 com o filme "Angus - O Comilão", interpretando um vigarista arrogante. Van Der Beek também estrelou "Bem-Me-Quer, Mal-Me-Quer", filme com Claire Danes.
Sempre um excelente aluno, Van Der Beek recebeu uma bolsa de estudos na Universidade Drew em Madison, New Jersey, onde tirou as notas mais altas em Inglês e Sociologia. Atuou em "Marcação Cerrada", ao lado de Jon Voight, em que interpretava um jogador de futebol rebelde de uma escola do interior, e "Texas Rangers", sobre o primeiro grupo organizado de combate ao crime do Velho Oeste. Como Dawson, fez uma pequena participação na sátira de terror Todo Mundo em Pânico. Ele também esteve no polêmico filme As Regras da Atração, onde viveu um personagem totalmente oposto ao que lhe deu fama em Dawson's Creek. Em julho de 2003 Van Der Beek se casou com a atriz Heather McComb, o casal se separou em abril de 2009 e divórcio foi finalizado em março de 2010. Em 9 de abril de 2010 Van Der Beek anuncia via twitter que a sua namorada a consultora de negócios Kimberly Brook está grávida, eles se casam em 1 de agosto de 2010 em um centro de Kabbalah em Tel Aviv, ela dá a luz a uma menina chamada Olivia em 25 de setembro de 2010, em 13 de março de 2012 nasce Joshua o segundo filho do casal. James e Kimberly ainda são pais de Annabel, nascida em 2014, Emilia, nascida em 2016 e da caçula, Gwendolyn, nascida em 2018. Kimberly sofreu um aborto espontâneo de seu sexto filho enquanto James participava do programa Dancing With The Stars, no final de 2019. 

## Frases
- "Dawson se parece muito comigo quando eu tinha 15 anos. Cresci numa cidadezinha da Nova Inglaterra e passava as férias em Cape Cod, onde se passa o programa, ambos viemos de um lar amoroso. Somos até parecidos." - James falando sobre a semelhança dele com o personagem Dawson;
- "Dawson é um cineasta em potencial, cuja imaginação e idealismo exacerbado às vezes o deixam alienado. Está sempre pronto para rejeitar a realidade em nome de um cenário mais romântico. Ele é um pouco ingênuo e está sempre ausente, absorto em seu mundo, algo muito parecido com o que eu sou." - falando sobre Dawson;
- "Uma vez subi no telhado de um prédio com uma garota para olhar as estrelas. Estava frio, o chão gelado, mas a vista era maravilhosa.";
- "É meu primeiro filme de época. Ando comendo muita poeira." - falando sobre o filme Texas Rangers;
- "Meu primeiro compromisso é com Dawson's Creek. Afinal, passamos nove meses por ano gravando. No resto do ano, dá para fazer um ou dois filmes" - James falando sobre seu compromisso com o seriado;
- "Minha mãe viu que meu interesse era grande e me levou para Nova Iorque para fazer um curso e conhecer agentes." - falando sobre o início da carreira;
- "Não me chamavam nem para fazer propagandas de creme contra espinha. Por um ano e meio, pegava o trem da minha cidade até Nova Iorque e nada acontecia. Só frustração." - lembra como foi difícil o começo da carreira;
- "Comecei a pegar mais leve e ficar menos frustrado. Tinha poucas esperanças." - quando quase trocou a carreira de ator pela faculdade;
- "Não posso ir mais comprar roupas na Banana Republic, loja que adoro. É impossível eu andar tranquilamente em um shopping center." - reclama sobre o assédio dos fãs ;
- "Gosto de meninas honestas, com quem podemos conversar bastante." - fala sobre o tipo de garota que gosta;
- "Todos os mistérios do Universo, todas as respostas para as perguntas da vida podem ser encontradas em um filme de Spielberg." - elogiando os trabalhos de Spielberg.

## Filmografia
| Ano         | Título                                             | Papel                   | Notas                                                          |
| ----------- | -------------------------------------------------- | ----------------------- | -------------------------------------------------------------- |
| 2018        | Pose                                               | Matt Bromley            | Elenco Principal                                               |
| 2015        | CSI: Cyber                                         | Elijah Mundo            |                                                                |
| 2015        | Power/Rangers                                      | Rocky                   | produção independente baseado em Power Rangers                 |
| 2014        | Friends With Better Lives                          | Will Stokes             | 12 episódios (No Brasil só foram disponibilizados 8 episódios) |
| 2012 / 2013 | Don't Trust the B---- in Apartment 23              | Ele mesmo               |                                                                |
| 2012        | "Law & Order: Special Victims Unit"                | Sean Albert             | 1 episódio                                                     |
| 2010        | The Big Bang                                       | Johnny Nova             |                                                                |
| 2010        | Mercy                                              | Dr. Joe Briggs          | 6 episódios                                                    |
| 2009        | Debbie Macomber's Mrs. Miracle                     | Seth Webster            |                                                                |
| 2009        | The Forgotten                                      | Judd Shaw               | 1 episódio                                                     |
| 2009        | Formosa Betrayed                                   | Jake Kelly              |                                                                |
| 2009        | The Storm                                          | Dr. Jonathan Kirk       | 2 episódios                                                    |
| 2009        | Stolen Lives                                       | Diploma/Roggiani        |                                                                |
| 2009        | Medium                                             | Dylan Hoyt              | 1 episódio                                                     |
| 2009        | Taken in Broad Daylight                            | Tony Zappa              | para TV                                                        |
| 2009        | Eva Adams                                          | Connor Strikes          | para TV                                                        |
| 2009 / 2008 | One Tree Hill                                      | Reese Dixon             | 4 episódios                                                    |
| 2008        | How I Met Your Mother                              | Simon                   | 1 episódio                                                     |
| 2007        | Eye of the Best (Alerta de Perigo)                 | Dan Leland              |                                                                |
| 2007        | Football Wives                                     | Brian Reynolds          |                                                                |
| 2007        | Criminal Minds                                     | Tobias Hankel           | 2 episódios                                                    |
| 2007        | Final Draft                                        | Paul Twist              |                                                                |
| 2007        | Ugly Betty                                         | Luke Carnes             | 1 episódio                                                     |
| 2006        | The Plague (A Praga)                               | Tom Russell             |                                                                |
| 2006        | Robot Chicken                                      | Bush's Aide             | 2 episódios                                                    |
| 2006        | Danny Roane: First Time Director                   | próprio                 |                                                                |
| 2006        | Sex, Power, Love & Politics                        | Ozzie                   |                                                                |
| 2005        | Standing Still (A Última Noite de Solteiro)        | Simon                   |                                                                |
| 2005        | Three                                              | John-O                  | episódios desconhecidos                                        |
| 2003 / 1998 | Dawson's Creek                                     | Dawson Leery            | 128 episódios                                                  |
| 2002        | The Rules of Attraction (Regras da Atração)        | Sean Bateman            |                                                                |
| 2001        | Texas Rangers                                      | Lincoln Rogers Dunnison |                                                                |
| 2000        | Scary Movie (Todo Mundo em Pânico)                 | Dawson Leery            | sem crédito                                                    |
| 1999        | Varsity Blues (Marcação Cerrada)                   | Jonathon 'Mox' Moxon    |                                                                |
| 1998        | Harvest                                            | James Peterson          | título original Cash Crop                                      |
| 1996        | I Love You, I Love You Not                         | Tony                    |                                                                |
| 1996        | Aliens in the Family                               | Ethan                   | 1 episódio                                                     |
| 1995        | As the World Turns                                 | Stephen Anderson        |                                                                |
| 1995        | Angus                                              | Rick Sandford           |                                                                |
| 1993        | Clarissa Explains It All                           | Paulie                  | 1 episódio                                                     |
| 1986        | Tenkū no Shiro Rapyuta (Laputa: Castle in the Sky) | Pazu                    | voz                                                            |

## Participações
- Participação no clipe de "Blow" da cantora Kesha.